# ییرژی کرالیک
ییرژی کرالیک (چکی: Jiří Králík؛ زادهٔ ۱۱ آوریل ۱۹۵۲) بازیکن هاکی روی یخ اهل چکسلواکی بود.